# Dallara F2 2018
O Dallara F2 2018 (originalmente conhecido como Dallara F2/18) é um monoposto desenvolvido pelo fabricante italiano Dallara para ser usado como o único chassi da Campeonato de Fórmula 2 da FIA, uma categoria de apoio da Fórmula 1. O F2 2018 é a segunda geração de monoposto usado no Campeonato de Fórmula 2 da FIA e foi introduzido na temporada de 2018 como substituto para o antigo chassi Dallara GP2/11. Como o Campeonato de Fórmula 2 é uma categoria de monotipos, o F2 2018 é usado por todas as equipes e pilotos que competem no campeonato. O F2 2018 foi o primeiro carro de Fórmula 2 com motor turbo da Dallara até hoje, bem como o primeiro carro da categoria júnior de apoio da Fórmula 1 com motor turbo desde o Dallara GP3/10, que foi usado entre 2010 e 2012, quando a GP3 Series usou um turbocompressor e, também o primeiro carro de Fórmula 2 com motor turbo desde o Williams JPH1, usado entre 2009 e 2012, quando o MSV Fórmula 2, de propriedade de Palmer, usava um motor turbo.